# Авантуре Робина Худа (филм)
Авантуре Робина Худа (енгл. The Adventures of Robin Hood) је амерички авантуристички филм из 1938. године, режисера Мајкла Кертиза и Вилијама Киглија, који су продуцирали Хал Б. Волис и Хенри Бланке. Главне улоге тумаче Ерол Флин, Оливија де Хевиленд, Базил Ратбон, Клод Рејнс, Уна О’Конор, Патрик Ноулс, Јуџин Палет и Алан Хејл Старији. Филм је нарочито запажен по својој Оскаром награђеној музици Ериха Волфганга Корнголда.
Сценарио су написали Норман Рајли Рејн, Сетон И. Милер и Роуланд Ли. Прича прати легендарног саксонског витеза Робина Худа који се, у одсуству краља Ричарда Лављег Срца у Светој земљи током крсташких ратова, бори као вођа побуњеничке герилске групе против кнеза Џона и норманских лордова који тлаче саксонске цивиле.
Филм је по објављивању добио похвале критичара. Године 1995, филм је проглашен „културолошки, историјски или естетски значајним” од стране Конгресне библиотеке Сједињених Држава и изабран је за чување у Националном регистру филмова.
Алан Хејл Старији, који игра Малог Џона, тумачио је исти лик у верзији филма Дагласа Фербанкса из 1922. године и поново га је играо у филму Одметници Шервудске шуме, који је издат 1950. године, тиме тумачећи ову улогу у периоду од 28 година.

## Радња
Ричарда, норманског краља Енглеске, 1191. заробио је војвода Леополд по повратку из Трећег крсташког рата. Ричардов подмукли брат кнез Џон, уз помоћ сер Гаја од Гизборна, користи прилику да се именује регентом Енглеске и повећава порезе и прописе Саксонцима под изговором да прикупља откуп за Ричарда.
Нормански владари експлоатишу и тлаче Саксонце. Сер Робин од Локслија, саксонски племић, супротставља се бруталности и спасава Мача, Милеровог сина од погубљења због криволова, навлачећи Гизборнов гнев. Робин се супротставља кнезу Џону у Нотингемском замку током банкета, говорећи гостима да сматра издајом то што се Џон прогласио регентом у Ричардовом одсуству. Џон наређује Робиново погубљење, али он бежи и одлази са Мачом и Вилом Скарлетом у Шервудску шуму. Као одговор на ово, Џон заузима Робинове земље и проглашава га одметником.
Мач је послат да регрутује људе који ће се придружити њиховој банди. Робин и Вил се сусрећу са Малим Џоном на дрвеном мосту, и након борбе штаповима, пожеле му добродошлицу у своје редове. Још десетине људи се придружују Робиновој банди и заклињу се да ће наудити богатима само да би помогли сиромашнима, да ће се борити против неправде и показати љубазност према свим потлаченим. Они започињу герилски рат против Гизборна и Џона, циљајући оне који злоупотребљавају своју моћ.
Робинова банда се сусреће са заобљеним фратром Таком, реномираним мачеваоцем. Так се придружује банди и помаже у хватању чете Нормана који доносе пошиљку хране и пореза. У чети су Гизборн, кукавички шериф од Нотингема, и штићеница краља Ричарда леди Меријан; мушкарци су понижени на следећем банкету у шуми, док је Меријан Робин доделио почасно место. У почетку презирна, она почиње да дели његове ставове када јој он покаже последице норманске бруталности против Саксонаца. Робин шаље конвој назад у Нотингемски замак, говорећи им да морају да захвале Меријанином присуству што су им животи поштеђени.
Пошто је приметио Робинову пажњу према Меријан током шумског банкета, шериф предлаже да се организује турнир у стрељаштву на коме ће леди Меријан доделити златну стрелу како би заробили Робина. Робин долази на турнир, бива препознат по својој ненадмашној вештини стрељаштва и осуђен је на смрт. Меријан помаже његовој банди у намери да спасе Робина. Након бекства, он се пење уз зидове палате да би се захвалио Меријан, а њих двоје признају љубав једно другом. Меријан одбија Робинину понуду за брак, бирајући да остане и буде саксонски шпијун у замку.
Краљ Ричард се враћа са неким од својих витезова. Епископ црних канона прозире Ричардову маску у гостионици поред пута и упозорава Џона. Џон шаље осрамоћеног бившег витеза Дикона Малбета да убије Ричарда, обећавајући Дикону Робинову титулу и земљу. Меријан ово чује и пише Робину, али Гизборн сазнаје за то и осуђује је на смрт. Њена дворска дама, Бес, говори Мачу о овоме. Мач пресреће Дикона и убија га у борби.
Ричард и његови људи се маскирају у норманске монахе, путују кроз Шервуд, где их зауставља Робин. Уверавајући Робина да се баве краљевим послом, Ричард прихвата Робинову понуду гостопримства и његову осуду крсташких ратова, али не открива свој идентитет.
Мач долази и преноси Бесине вести. Робин наређује својим људима да пронађу и заштите Ричарда; сада сигуран у Робинову лојалност, Ричард се открива. Он и Робин приморавају бискупа црних канона да им дозволи да се придруже његовим прерушеним монасима како би могли да уђу у замак. Када је ушао, Ричард најављује своје присуство и избија велика борба. Робин се бори са Гизборном и убија га, ослобађајући Меријан и подстичући остале Џонове људе да се предају.
По повратку на трон, краљ Ричард протерује Џона и враћа Робину чин, унапређујући га у барона од Локслија и грофа од Шервуда и Нотингема. Краљ такође помилује његову банду и нареди Робину да узме леди Меријан за жену. Робин излази из замка са Меријан.

## Улоге
| Глумац              | Улога                  |
| ------------------- | ---------------------- |
| Ерол Флин           | Робин Худ              |
| Оливија де Хевиленд | леди Меријан           |
| Базил Ратбон        | Гај од Гизборна        |
| Клод Рејнс          | кнез Џон               |
| Патрик Ноулс        | Вил Скарлет            |
| Јуџин Палет         | фратар Так             |
| Алан Хејл Старији   | Мали Џон               |
| Мелвил Купер        | шериф од Нотингема     |
| Ијан Хантер         | краљ Ричард Лавље Срце |
| Уна О’Конор         | Бес                    |
| Херберт Мандин      | Мач                    |
| Монтагу Лав         | епископ црних канона   |

## Продукција
Филм је снимљен са процењеним буџетом од 2 милиона долара, што га је учинило најскупљим филмом који је Warner Bros. снимио до тада. Ово је био и први студијски филм који је користио Техниколор процес са три траке. Заправо, планирано је да се филм снима у црно-белој верзији током већег дела развоја; прелазак на боју се десио само три месеца пре почетка продукције. Ово је била необично екстравагантна продукција за студио, који је стекао име у производњи друштвено свесних, нискобуџетних гангстерских филмова.
Продуцент Хал Б. Волис је генерално виђен као креативни кормилар филма. Први нацрт сценарија написао је Роуланд Ли, али Волис се успротивио његовом изразито архаичном и маштовитом дијалогу. На Волисово инсистирање, сценарио је у великој мери преправљен да би се модернизовао дијалог, и нејасно је да ли је било који Лијев рад опстао у завршеном филму.
Сцена у којој Робин Худ први пут среће кнеза Џона, Гаја од Гизборна и леди Меријан прошла је кроз неколико итерација. Првобитно је сцена требало да буде на надметачком турниру са Робином против Гаја од Гизборна, опонашајући продукцију Робина Худа Дагласа Фербанкса из 1922. године, али сценариста Норман Рајли Рејн је истакао да би сцена за банкет била много јефтинија за продукцију, као и да, докле год је филм у боји, просечном филмском гледаоцу изгледало би исто тако раскошно. У другом нацрту, уместо јелена, Робин Худ би довео и бацио убијеног сељанина на сто кнеза Џона. Волис је сматрао да би употреба мртвог сељанина истрошила сву напетост сцене у „тренутном ударцу”, и преферирао је употребу јелена из раније верзије, што је омогућило да напетост узавре уз претњу експлозије у сваком тренутку.
Џејмс Кегни је првобитно добио улогу Робина Худа, али је напустио уговор са студијом, отварајући пут за улогу Ерола Флина. Због тога је снимање одложено за три године. Иако је Оливија де Хевиленд била рани фаворит за улогу леди Меријан, неко време се студио колебао између ње и Аните Луиз за ту улогу. Де Хевилендова је на крају изабрана јер је успех Крвавог капетана успоставио упаривање Флина и де Хевилендове као сигурну опкладу да се осигура успех на благајнама.
Рад на локацији за Авантуре Робина Худа укључивао је Бидвел парк у Чику, Калифорнија, који је заменио Шервудску шуму, иако је једна велика сцена снимљена на локацијама у Калифорнији „Језеро Шервуд” и „Шервудска шума”, названим тако јер су биле локације за продукцију Фербанксовог Робина Худа. Неколико сцена је снимљено у студијима у Бербанку и Калабасасу. Турнир у стрељаштву снимљен је у некадашњем Буш Гарденсу, који је сада део парка у Пасадени.
Сцене које су снимљене, али нису укључене у финалну верзију, укључују прерушеног краља Ричарда који се свађа са фратром Таком, и Робина који јаше са леди Меријан; потоња сцена би била завршна сцена филма и појавила се у биоскопском трејлеру упркос томе што се не појављује у самом филму.

### Каскаде
Све стреле у филму испалио је професионални стрелац Хауард Хил. Они који су упуцани стрелама носили су одећу обложену балса дрветом на заштитним металним плочама; металне плоче су спречиле повреде (иако би удар био прилично болан), а стреле су се заглавиле у балса дрво да би створиле илузију телесног продора. Хил, иако је наведен као капитен стреличарског тима пораженог од Робина, добио је улогу Елвена Велшанина, стреличара који је виђен како пуца на Робина по његовом бекству из Нотингемског замка и, касније, поражен од Робина на турниру у стрељаштву. Да би победио, Робин својом стрелом погађа ону коју је испалио Филип од Араса, капетан гарде под Гизборном, који је погодио мету. Хил је у ствари погодио једну стрелу са другом током снимања (иако је пуцао из много ближег домета него што је Робин Худ приказан), али то није изгледало довољно добро на филму, тако да је снимак поново направљен уз неке трикове са ефектима. Каскадер Бастер Вајлс, близак пријатељ Ерола Флина и његов чести заменик на сету, тврдио је да је каскада са погађањем стреле изведена коришћењем изузетно велике стреле (за мету) и да је друга стрела имала широк, раван врх и да је испаљена уз жицу. Ова жица се накратко може видети причвршћена за испупчење стреле, у завршном филму. Вајлс говори о тој сцени у својој аутобиографији, Моји дани са Еролом Флином.
Флин је изводио већину својих каскада у филму; изузеци укључују Робина који скаче на коња са рукама везаним иза леђа (током сцене вешања), њега како се пење на капију тврђаве и спушта се низ другу страну, и неколико одабраних удараца у дуелу између Робина и Гаја од Гизборна.

### Музика
Године 1938. Ерих Волфганг Корнголд је дириговао опером у Аустрији када га је студио замолио да се врати у Холивуд и компонује музику за Авантуре Робина Худа.‍:27  Историчар музике Лоренс Е. Макдоналд примећује да је било много фактора који су допринели успеху филма, укључујући глумачку екипу, фотографију у боји и брзу режију Мајкла Кертиза, али „најбитнија од свега је Корнголдова славна музика”.‍:49 Историчар филма Руди Белмер описује Корнголдов допринос овом и својим другим филмовима:
Корнголдова музика је била сјајна додатна димензија. Његов стил за овај филм личио је на стил стваралаца немачких симфонијских песама с краја деветнаестог века и раног двадесетог века. Укључује хроматске хармоније, бујне инструменталне ефекте, страствене врхунце — све то је изведено на генерално романтичан начин. Корнголдов оригинални и препознатљив стил био је под утицајем Вагнеријанског лајтмотива, оркестарске виртуозности Рихарда Штрауса, деликатности и широког мелодијског замаха Пучинија и дугог развоја Густава Малера.‍:38
Као одговор на захтев студија, Корнголд је рекао шефу продукције Халу Б. Волису да је он композитор драме и срца, и да осећа мало везе са оним што је сматрао „90% акционим филмом”. Волис је био упоран, а Корнголд је коначно пристао да почне да компонује под условом да нема уговор, и да ради из недеље у недељу како би могао да се повуче ако буде незадовољан музиком коју је компоновао. Међутим, Корнголд је касније признао да је прави разлог зашто се предомислио био састанак Адолфа Хитлера у новембру 1937. са аустријским министрима, који је уверио Корнголда да више није безбедно у његовој домовини. Како се Корнголд плашио, Аустрију су анектирали нацисти, а његов дом у Бечу је конфискован.‍:35  То је значило да су сви Јевреји у Аустрији сада били у опасности, па је Корнголд остао у Америци до краја Другог светског рата.
Корнголд је своје филмске партитуре назвао „Opern ohne Singen”, опере без певања, али је иначе приступио њиховој композицији баш као и за оперску сцену. Авантуре Робина Худа биле су, дакле, симфонијско дело великих размера и, упркос томе што је одељење за студијску музику обезбедило тим оркестратора, укључујући будућег оскаровца Хуга Фридхофера, да помогну Корнголду, количина посла је била огромна, посебно за ограничено време које му је дато да компонује. Описујући ову дилему свом оцу, Јулијусу Корнголду, једном од најистакнутијих бечких музичких критичара, старији Корнголд је сугерисао да ће теме из његове симфонијске увертире из 1920. године „Sursum Corda” одлично послужити за већину најзахтевнијих музичких тема за акционе сцене, и Ерих се сложио.
То му је такође донело другу награду Оскара за најбољу оригиналну музику и успоставило симфонијски стил који ће се касније користити у акционим филмовима током златног доба Холивуда.‍:50 Модерни епови као што су трилогије Ратови звезда и Индијана Џоунс на сличан начин су укључивали оригиналне симфонијске партитуре.‍:50 Композитор Џон Вилијамс је навео Корнголда као своју инспирацију за музику Ратова звезда.‍:717 Љубавна тема Робина и Меријан је постала прослављено концертно дело.

## Пријем

### Зарада
Филм је постао шести најуспешнији филм године по заради, са нешто више од 4 милиона долара прихода у време када је просечна цена карте била мања од 25 центи.
Према евиденцији студија, филм је зарадио 1.928.000 долара у земљи и 2.053.000 долара у иностранству.
Године 1938, филм је био седми филм са највећом зарадом на националном нивоу у САД и филм са највећом зарадом исте године у јужњачким државама Кентаки, Тенеси, Западна Вирџинија, Алабама, Мисисипи и Арканзас.
Студио је био толико задовољан резултатима да је убацио Флина у још два епска филма у боји пре краја деценије: Даџ Сити и Приватан живот Елизабете и Есекса.
Наставак, Сер Робин од Локслија, био је најављен, али никада није развијен.

### Критике
Критике у време објављивања биле су веома позитивне. „Богато продуцирана, храбро украшена, романтична и шарена емисија, храбро скаче у први план најбољих овогодишњих”, написао је Франк С. Њуџент из новина The New York Times. „Ово је кинематографска раскош у свом најбољем издању”, писао је часопис Variety. „Веома маштовито препричавање фолклора у свим нијансама Техниколора, заслужно за пријатну зараду на благајнама”. Film Daily га је назвао „забавом високе класе” са „одличном режијом” и „идеалним избором” у улози Флина. „Одлична забава!” написао Harrison's Reports. „Авантура, романса, комедија и људска привлачност вешто су помешани како би пружили задовољство по свим тачкама... Двобој у завршним сценама између хероја и његовог највећег непријатеља је најузбудљивији икада снимљен”. Џон Мошер из The New Yorker-а назвао га је „богатом, спектакуларном и, упркос свим својим натезањима, помало упорном афером”, хвалећи Флинову изведбу и акционе секвенце, али сматрао је да је „одлична колекција” споредних глумаца „донекле закопана испод средњовековног наоружања”. На сајту Rotten Tomatoes филм има рејтинг одобравања од 100% на основу 46 рецензија, са просечном оценом 8,94/10. Филм се налази на њиховој листи од 100 најбоље оцењених биоскопских филмова. Консензус сајта гласи: „Ерол Флин одушевљава као легендарни насловни лик, а филм оличава тип маштовите породичне авантуре скројене за сребрно платно”.

### Награде и номинације
| Награда                                         | Категорија                          | Номиновани                          | Резултат   |
| ----------------------------------------------- | ----------------------------------- | ----------------------------------- | ---------- |
| Оскар                                           | Најбољи филм                        | Хал Б. Волис и Хенри Бланке         | Номинација |
| Оскар                                           | Најбоља сценографија                | Карл Џулс Вејл                      | Освојено   |
| Оскар                                           | Најбоља монтажа                     | Ралф Досон                          | Освојено   |
| Оскар                                           | Најбоља оригинална музика           | Ерих Волфганг Корнголд              | Освојено   |
| DVD ексклузивне награде                         | Најбоље избрисане сцене             | Мајкл Крофорд и Џеф Курти           | Номинација |
| Национални одбор за презервацију                | Национални регистар филмова         | Национални регистар филмова         | Укључен    |
| Награде онлајн филмског и телевизијског друштва | Галерија славних – филмови          | Галерија славних – филмови          | Укључен    |
| Награде Сатурн                                  | Најбоље DVD издање филмског класика | Најбоље DVD издање филмског класика | Освојено   |

Друга признања:
- 2001: 84. место на листи „Најбољи филмови свих времена” канала
- 2001: 100. место на листи 100 година АФИ-ја... 100 трилера
- 2003: Робин Худ је изабран за 18. најбољег хероја на листи 100 година АФИ-ја... 100 хероја и негативаца
- 2005: 11. место на листи 100 година АФИ-ја... 100 филмских музика

## Наслеђе
Популарност филма је нераскидиво повезала име и имиџ Ерола Флина са именом и имиџом Робина Худа у очима јавности, чак и више од оног Дагласа Фербанкса, који је ту улогу играо 1922. године. Филм је постао мерило за касније филмске адаптације Робина Худа.
Ово је био трећи филм који је упарио Флина и Оливију де Хевиленд (после Крвавог капетана и Јуриша лаке коњице). На крају су заједно глумили у девет филмова; поред поменутих ту су и Четири је гомила (1938), Приватан живот Елизабете и Есекса (1939), Даџ Сити (1939), Стаза Санта Феа (1940), Умрли су са чизмама на ногама (1941) и Захвали својим срећним звездама (1943), иако нису делили сцене у последњем филму.
Сцене и костими које су носили ликови су често имитирани и пародирани. На пример, у анимираном кратком филму са Душком Дугоушком, Rabbit Hood, малоумни Мали Џон стално говори Душку: „Не брини, никад се не плаши; Робин Худ ће ускоро бити овде.” Када Душко коначно сретне Робина на крају филма, запањен је откривши да је то Ерол Флин, у спојеном клипу из овог филма (он затим одмахује главом и изјављује: „То није могао бити он!”). Остале пародије биле су са Патком Дачом и Гицом Прасићем у цртаћу Робин Худ Дача, као и Шиљом и Црним Питом у једној епизоди серије Шиљина екипа.
Дворска шала, музичка комедија са Денијем Кејем у главној улози, у великој мери пародира Робина Худа. Базил Ратбон се чак појављује као негативац и води врхунску борбу мачевима са Кејем.
Већина пародије Мела Брукса Робин Худ: Мушкарци у хулахопкама ослањала се на овај филм због своје естетике, иако је заплет скоро у потпуности копирао филм Робин Худ: Краљ лопова, а имао је и одређене референце на Дизнијеву верзију из 1973. године. Мел Брукс је такође пародирао легенду о Робину Худу у својој телевизијској серији из 1975. године Када су ствари покварене.
Фрагмент једне од сцена борбе мачевима из овог филма Џордан Мехнер је анимирао и искористио за своју платформску игру Prince of Persia из 1989. године.
Акробатско мачевање Ерола Флина постало је кључни камен темељац за кореографију дуела светлосним сабљама у филмовима из серијала Ратови звезда.
У Дизнијевом анимираном филму Златокоса и разбојник из 2010. године, изглед и личност Флина Рајдера делимично су инспирисани Еролом Флином, а његово презиме је такође коришћено у знак поштовања.